# فدراسیون المپیک ایرلند
فدراسیون المپیک ایرلند (ایرلندی: Cónaidhm Oilimpeach na hÉireann) یک سازمان ورزشی است که نماینده کشور جمهوری ایرلند در کمیته بین‌المللی المپیک می‌باشد.
این سازمان که در سال ۱۹۰۷ تأسیس شده مسئول آماده‌سازی و اعزام ورزشکاران به بازی‌های المپیک، بازی‌های المپیک جوانان و بازی‌های اروپایی است.